# Éxtasis tropical
Éxtasis tropical es una película de Argentina filmada en Eastmancolor dirigida por Armando Bó según su propio guion escrito sobre el argumento de José Da Costa Cordeiro que fue producida entre 1969 y 1970 y se estrenó el 19 de octubre de 1978. Tuvo como actores principales a Armando Bó, Isabel Sarli, Egydio Eccio y Ventinho. Fue filmada en el Paraguay y en playas de Brasil.

## Sinopsis
Una mujer debe decidir su destino entre dos hombres totalmente diferentes.

## Reparto
Participaron del filme los siguientes intérpretes:
- Armando Bó
- Isabel Sarli
- Egydio Eccio
- Ventinho
- Miguel Ángel Olmos

## Comentarios
La Opinión escribió:

«La historia está fragmentada como si se hubiesen quemado rollos de lo filmado …Los diálogos no coinciden con los gestos de los actores y la iluminación de las secuencias tampoco.»

La Nación opinó:

«Las cosas se complican un tantpo por el empleo abusivo del flash-back que hace confuso el desarrollo del relato, pues el espectador no sabe por momentos si la acción está en presente o en pasado.»

Manrupe y Portela escriben:

«Ya en el ocaso de la pareja, un film que se ve con más nostalgia que lujuria.»